# Strandibalonius
Strandibalonius is een geslacht van hooiwagens uit de familie Podoctidae.
De wetenschappelijke naam Strandibalonius is voor het eerst geldig gepubliceerd door Roewer in 1912. Een junior subjectief synoniem is Metibalonius gepubliceerd door Roewer in 1915

## Soorten
Metibalonius omvat de volgende 16 soorten:
- Strandibalonius abnormis
- Strandibalonius biantipalpis
- Strandibalonius cervicornis
- Strandibalonius esakii
- Strandibalonius femoralis
- Strandibalonius gracilipes
- Strandibalonius longipalpis
- Strandibalonius obscurus
- Strandibalonius oppositus
- Strandibalonius scaber
- Strandibalonius spinatus (contra "spinata")
- Strandibalonius spinatus
- Strandibalonius spinulatus
- Strandibalonius strucki
- Strandibalonius tenuis
- Strandibalonius triceratops
- Strandibalonius yalomensis